# Tasman Highway
De Tasman Highway of A3 is een autoweg op Tasmanië, die voor voor een groot deel de oostkust van Tasmanië volgt. Tasmanië is een eiland en een deel van Australië. De weg verbindt Hobart met Launceston, net zoals de Midlands Highway, alleen via een andere route, met een lus via de noordoost en oost kust van Tasmanië. Het is met 418 kilometer de langste autoweg van Tasmanië.
Het deel tussen Launceston en Scottsdale in het noorden loopt via het Sideling Range uitzichtpunt, met een fraai uitzicht over Scottsdale en de omgeving, maar het oostelijke deel is ook mooi. De weg loopt daar op sommige punten maar enkele meters langs de Tasmanzee. Tussen de Tasman Bridge en Hobart International Airport, bij Cambridge, is de weg autosnelweg, maar verder is het grootste deel van de Tasman Highway tweebaansweg met op sommige plaatsen inhaalstroken.

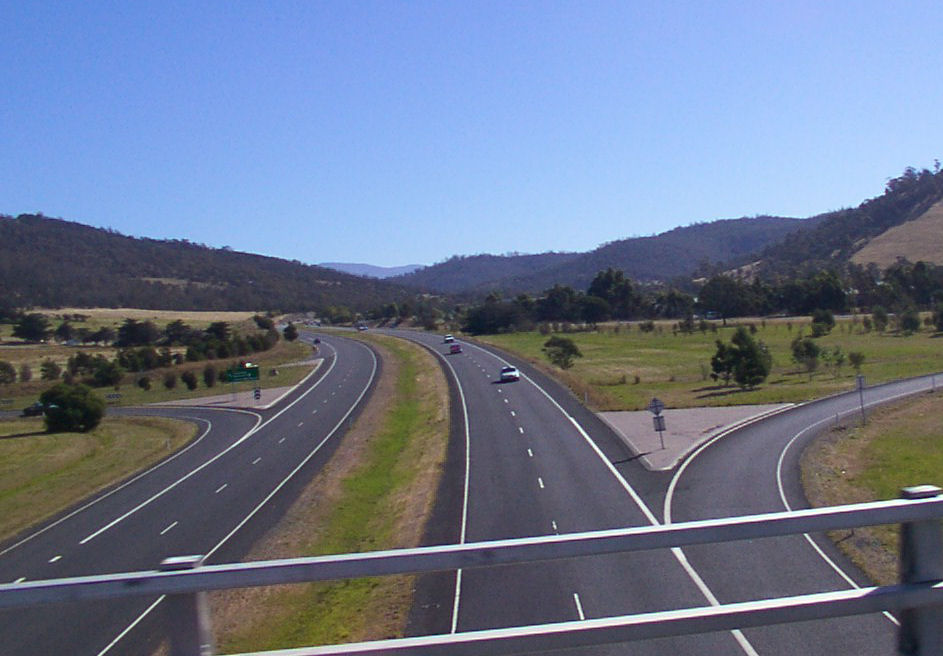
Tasman Highway bij Cambridge